# Georgi Markow (dysydent)
Georgi Markow (ur. 1 marca 1929 w Sofii, zm. 11 września 1978 w Londynie) – bułgarski dramaturg, powieściopisarz i dysydent zamordowany przez bułgarski wywiad.

## Życiorys
Był dramaturgiem i powieściopisarzem bułgarskim. W 1969 zbiegł na zachód z Ludowej Republiki Bułgarii. Pracował w Londynie w serwisie światowym BBC, dla Radia Wolna Europa i Deutsche Welle. Był nieprzejednanym krytykiem komunizmu, wyjawiał tajniki życia społecznego w komunistycznej Bułgarii. Reżim komunistyczny postanowił go zabić, korzystając z pomocy KGB.

## Zamach

Schemat mechanizmu odpalającego w parasolu użytym do zabójstwa bułgarskiego dysydenta Georgiego Markowa:
1. Spust w rączce parasola
2. Rączka parasola
3. Sprężyna do wypychania systemu drążków
4. System drążków łączący spust z wentylem
5. Cylinder ze sprężonym powietrzem
6. Przełącznik aktywujący wentyl
7. Wentyl, który wystrzeliwuje kulkę z rycyną przez „lufę” parasola

KGB i bułgarski KDS (bułg. КДС, Комитет за държавна сигурност – Komitet Bezpieczeństwa Państwowego Bułgarskiej Republiki Ludowej) dokonały dwóch nieudanych zamachów na jego życie. Trzecią udaną próbę podjęto 7 września 1978 na przystanku autobusowym, niedaleko mostu Waterloo w Londynie. Czekającego na przystanku Markowa zaczepił mówiący z obcym akcentem nieznajomy, lekko go trącając parasolką (a w rzeczywistości specjalnie skonstruowanym tzw. bułgarskim parasolem). Markow poczuł się źle i udał się do lekarza. Później skojarzył to potrącenie z bólem łydki, na której był ślad po ukłuciu.
Markow zmarł po trzech dniach. Dopiero w czasie obdukcji w prosektorium znaleziono w miejscu ukłucia platynową kulkę 1,5 mm, wbitą w jego łydkę, zawierającą śmiertelną dawkę rycyny. Były agent KGB współpracujący równocześnie ze służbami zachodnimi Oleg Gordijewski twierdził, że morderstwo zaplanowało i wykonało KGB.